# Daniel Benjamins
Daniel Benjamins (circa 1807 - 13 juni 1875) was een Surinaams politicus.
Hij was administrateur van plantages maar ook actief in de politiek. Bij de eerste Surinaamse parlementsverkiezingen in 1866 werd hij verkozen tot lid van de Koloniale Staten. Vier jaar later werd hij herkozen. Benjamins diende begin mei 1875 zijn ontslag in en ruim een maand later overleed hij op 67-jarige leeftijd.